# 中央军委政治工作部干部局
中央军委政治工作部干部局，位于北京市，是中央军事委员会政治工作部下属局，负责全军干部工作。

## 沿革
1950年9月4日，中央人民政府人民革命军事委员会总干部管理部成立。1954年10月11日，总干部管理部改称中国人民解放军总干部部。1951年12月29日，设立中央人民政府人民革命军事委员会总政治部政治干部管理部（1954年改称中国人民解放军总政治部政治干部部），负责政治干部的管理；1957年3月27日撤销，并入中国人民解放军总干部部。1958年7月，中央军委决定，中国人民解放军总干部部并入中国人民解放军总政治部。1958年9月30日，中国人民解放军总干部部撤销，其分管的工作并入中国人民解放军总政治部干部部，由总政治部统一管理全军干部工作。
2016年改革前，中国人民解放军总政治部干部部下设有：培训局、科技文职干部局、文职人员局、工资福利局、老干部局、院校局等。
在深化国防和军队改革中，2016年1月，中国人民解放军总政治部撤销，成立中央军事委员会政治工作部。随之成立中央军委政治工作部干部局。
2016年7月1日，中国人民解放军正式换发启用2016式《中国人民解放军军官证》、《中国人民解放军文职干部证》，两证均由中央军委政治工作部干部局监制。

## 机构设置
- 全军干部转业工作办公室

## 历任局长
附：中央人民政府人民革命军事委员会总干部管理部部长
（1954年改称中国人民解放军总干部部部长）
- 罗荣桓 元帅（1950年9月—1956年12月）[2]
- 萧华 上将（1956年12月—1958年10月）[2]

中央人民政府人民革命军事委员会总政治部政治干部管理部部长
（1954年改称中国人民解放军总政治部政治干部部部长）
- 萧华 上将（1951年12月—1956年10月）
- 孔石泉 中将（1956年10月—1957年3月）

中国人民解放军总政治部干部部部长
- 甘渭汉 中将（1958年11月—1965年11月）
- 袁子钦（1964年8月—1968年2月）
- 魏伯亭（1969年12月—1974年1月）
- 梁济民（1975年7月—1977年9月）
- 颜金生（1977年9月—1980年4月）
- 朱云谦（1980年4月—1982年8月）
- 朱光（1982年8月—1985年2月）
- 李继耐 少将（1985年2月—1990年4月）
- 杨振明 少将（1990年4月—1992年10月）
- 唐天标 少将（1992年10月—1994年5月）
- 尹凤岐 少将（1994年5月—1999年5月）
- 赵刚 少将（1999年5月—2004年7月）
- 许耀元 少将（2004年7月—2007年9月）
- 朱福熙 少将（2007年9月—2009年12月）
- 于大清 少将（2009年12月—2012年12月）
- 冯建华 少将（2013年1月—2016年1月）[12]

| 中央军委政治工作部干部局局长 | 中央军委政治工作部干部局副局长 - 王鹏（2016年—） - 刘惠斌（2016年—） |